# 816

## Události
- 22. června – Nástupcem Lva III. na Svatém stolci se stal papež Štěpán VI.
- Francký král Ludvík Pobožný byl papežem Štěpánem VI. korunován císařem.

## Narození
- papež Formosus (přibližné datum)

## Úmrtí
- 12. června – papež Lev III.

## Hlavy státu
- Papež – Lev III. – Štěpán IV.
- Anglie
  - Wessex – Egbert
  - Essex – Sigered
  - Mercie – Coenwulf
- Franská říše – Ludvík I. Pobožný
- Dánsko – Erik Starý
- První bulharská říše – Omurtag
- Byzanc – Leon V. Arménský
- Svatá říše římská – Ludvík I. Pobožný